# Morrião

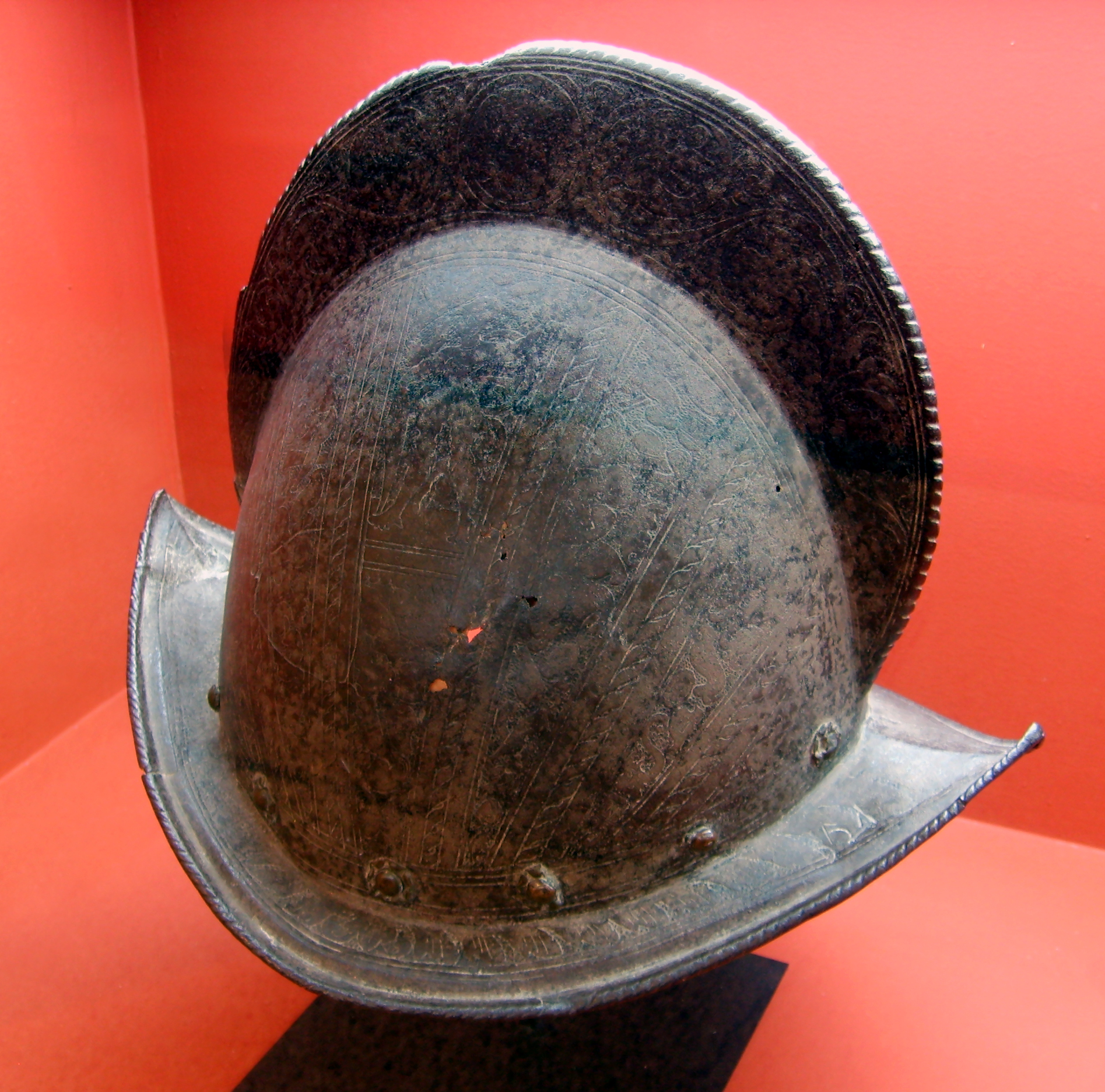
Morrião espanhol.

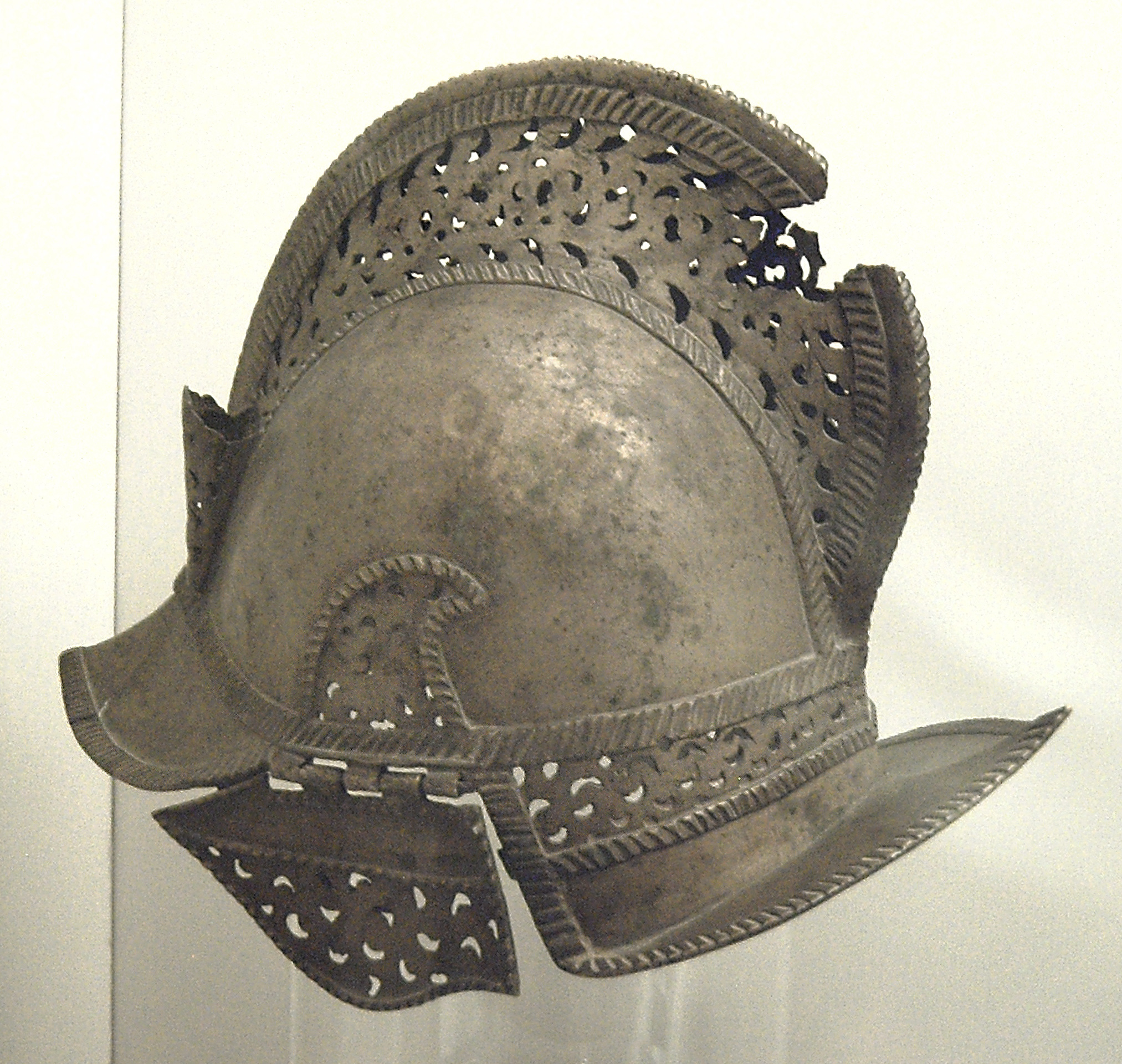
Um morrião ornamentado com proteção das faces

Morrião ou bacinete é uma peça de armadura medieval de material em metal variado, que tinha como função proteger a cabeça do cavaleiro diante de ataques mais ofensivos. 
O morrião, aparentado do elmo, constituía-se de um capacete ausente de viseira, dotado da forma da caixa craniana, e diferenciava-se do bacinete tão-só porque era comumente ornado no topo com plumas ou qualquer outra variedade de adorno.

## Referência
- COIMBRA, Álvaro da Veiga, Noções de Numismática. SP. Secção Gráfica da Faculdade de Filosofia, Ciências e Letras da Universidade de São Paulo, 1965.